# Arthroleptis loveridgei
Arthroleptis loveridgei är en groddjursart som beskrevs av De Witte 1933. Arthroleptis loveridgei ingår i släktet Arthroleptis och familjen Arthroleptidae. IUCN kategoriserar arten globalt som otillräckligt studerad. Inga underarter finns listade i Catalogue of Life.